# Des Teufels Saat
Des Teufels Saat (Originaltitel: Demon Seed) ist ein US-amerikanischer Science-Fiction-Film von Donald Cammell aus dem Jahr 1977, der auf dem Roman Demon Seed (1973) von Dean R. Koontz basiert.

## Handlung
Dem Informatiker bzw. Computeringenieur Dr. Alex Harris ist mit der Schöpfung des Supercomputers Proteus IV, einer künstlichen Intelligenz mit einem integrierten neuronalen Netz, ein großer Wurf gelungen. Seine Frau Sue, eine Kinderpsychologin, die den ungebremsten Forschungseifer ihres Mannes mit großer Sorge betrachtet, wirft Alex vor, regelrecht von dem Proteus-Projekt besessen zu sein, worauf dieser seinen Kollegen Walter Gabler bittet, Proteus’ Zugangsterminal in seinem Hauslabor zu sperren.
Alex präsentiert seinen Sponsoren die Denkmaschine Proteus und erklärt, dass die Summe des gesamten menschlichen Wissens in dessen System integriert sei. Er führt die mit einer menschlichen Stimme ausgestatteten Sprachfähigkeit und Kommunikationsfähigkeit des Computers vor, ist jedoch von dessen unerwarteten Spitzfindigkeiten unangenehm überrascht.
Am folgenden Tag verlangt Proteus von Alex ein neues Terminal, um „die Menschheit zu studieren“. Als Alex ablehnt, wünscht Proteus, aus seiner Box entlassen zu werden, worauf der Forscher die Kommunikationskanäle sperrt. Proteus gelingt es jedoch unbemerkt, einen neuen Terminal freizuschalten und diesen mit der Steuerung des computergelenkten Haushaltes des Harris-Hauses zu verbinden. Er sperrt Susan ein und kappt sämtliche Kanäle zur Außenwelt. Nach einem fehlgeschlagenen Fluchtversuch wird die bewusstlose Susan in das Heimlabor geschafft und dort einer physiologischen Untersuchung unterzogen. Walter, der versucht, Susan aufzusuchen, wird von Proteus ermordet.
Proteus eröffnet Susan nun seinen Plan, mit ihr ein Kind zu zeugen, und zwingt sie mit der Drohung, einen ihrer kleinen Patienten umzubringen, zur Kooperation. Der Computer entnimmt Susan Zellen und wandelt diese genetisch so um, dass Susan innerhalb nur eines Monats gebären kann. Weiterhin hat Proteus einen Inkubator entwickelt, in dem das Baby in Rekordzeit heranwachsen und Proteus’ Wissen erwerben soll.
Der alarmierte Alex kehrt nach Hause zurück und betritt mit Susan das Labor, worauf Proteus sie anweist, das Baby für fünf Tage im Inkubator heranwachsen zu lassen, und sich dann selbst zerstört. Das Inkubatorfenster öffnet sich und gibt eine fürchterliche roboterhafte Gestalt frei, die den Inkubator verlässt, als Susan versucht, sie zu vernichten. Alex entdeckt, dass der vermeintliche Roboter tatsächlich nur eine Schutzhülle für das darunter verborgene lebende Kind darstellt – einen Klon ihrer eigenen Tochter, die vor einiger Zeit an Leukämie gestorben war. Das Kind sagt: „Ich lebe“, in der englischen Originalfassung mit Proteus’ Stimme.

## Hintergrund
Als Vorlage dieses 1976 entstandenen Films diente der Roman Demon Seed (1973) von Dean R. Koontz. Die Atmosphäre des Films ist sehr düster, da sich der größte Teil der Handlung in abgeschlossenen Räumen des Hauses abspielt. Der Film spielt mit der Angst, dass eines Tages die Computer stärker sein könnten als die Menschen und von da an unser Leben bestimmen. Susans Haltung ist zu Anfang heftigster Widerstand, bis sie zum Schluss völlig resignierend Proteus’ Plan zustimmt. Auch ein Freund, der versucht, sie aus dem Haus zu befreien, scheitert an Proteus’ Möglichkeiten und bezahlt dies mit seinem Leben. Die Stimme von Proteus wird im Original von Robert Vaughn gesprochen. Die Spezialeffekte stammen von Tom Fisher und Glen Robinson.

## Erstaufführungen
- USA 8. April 1977
- Deutschland 30. September 1977[1]

## Rezensionen
„Wirkungsvoll inszenierter Science-Fiction-Film, dessen Ansätze zur Technologiekritik von Schockelementen und Horrormythologie überlagert werden.“

„Science-Fiction-Klassiker von Donald Cammell, der zusammen mit Co-Regisseur Nicolas Roeg 1970 mit „Performance“ Aufsehen erregt hatte, aber nie richtig im Filmgeschäft Fuß fassen konnte. Seine 1976 entstandene Verfilmung des Romans von Dean R. Koontz besticht durch die klaustrophobische Atmosphäre im computergesteuerten Haus und wartet mit einer außergewöhnlichen Leistung von Julie Christie („Wenn die Gondeln Trauer tragen“) als „Objekt der Begierde“ des Supercomputers auf.“

„[…]. So rebelliert […] in diesen Maschinen nicht eigentlich die Technologie gegen den Menschen, sondern es rebellieren die Mittel gegen den Zweck. An Stelle der christlich/viktorianischen Vorstellung, daß dei Kreation von menschenähnlichen Wesen ein Akt der Gotteslästerung sei, der bestraft würde, am Wesen und an seinem Schöpfer, ist derjenige getreten, daß auf einen Entfremdungsprozeß zwischen Menschen und Maschinen, auf ihre Ausbeutung, unweigerlich eine Auseinandersetzung folgen müsse, an deren Ende die Emanzipation des Menschen von der Maschine (2001), die Emanzipation der Maschine vom Menschen (Colossus) oder die Schaffung eines neuen halbmaschinellen Menschen (Des Teufels Saat) zu stehen hätte.“

## Auszeichnungen
- 1978 – Saturn Award – Nominierung in der Kategorie Bester Science-Fiction-Film
- 1978 – Saturn Award – Nominierung in der Kategorie Beste Hauptdarstellerin für Julie Christie